# Opus (tegneserie)
 For alternative betydninger, se Opus (flertydig). (Se også artikler, som begynder med Opus)
Opus er en amerikansk avisstribe tegnet af Berkeley Breathed. Serien er Breatheds fjerde, efter The Academia Waltz, Bloom County og Outland.
Serien har handling i Bloom County, og viser figuren Opus' eventyr. Den parodierer både populærkultur og politik. Serien blev lanceret med opmærksomhed den 23. november 2003.
| Taleboble | Spire Denne tegneserieartikel er en spire som bør udbygges. Du er velkommen til at hjælpe Wikipedia ved at udvide den. |